# S-Frame
S-Frame (エスフレーム) とはソニーが製造・販売していたデジタルフォトフレームの登録商標である。2008年発売。

## 概要
ソニーの調べによると、デジタルスチルカメラが市場で急速に普及する一方で、ユーザーの約8割はPCのハードディスクやメモリーカードに写真を保管したままで、プリントを頻繁に行う層は約1割にとどまっており、撮影が活発に行われながら、その後に「写真を見て楽しむ、共有する」というスタイルは、定着に向けてまだ途上にあるとしている。
しかし、パソコンレスで安価なデジタルフォトフレームが普及するようになると、メーカー側としては無視できない状況になっており、デジタルフォトフレームの発売が急がれていた。
ソニーにはCanvas Online（キャンバス オンライン）「VGF-CP1」というデジタルフォトフレームを発売しているが、VGF-CP1では「Sony Room Link」などのワイヤレス通信に対応しているのに対し、S-Frameでは対応していない。
2015年2月に全機種販売を終了した。以降は在庫分の流通のみとなる。

## 製品
全機種生産完了。
DPF-WA700
DPF-W700
DPF-XR100
DPF-XR80
DPF-X75
DPF-D720/(WI)
DPF-E710
着せ替えモデル
DPF-C70A
DPF-V900/DPF-V700
2機種の大きな違いはクリアフォト液晶の大きさのみ。
画像処理エンジン「BIONZ」を搭載。
HDMIを搭載。Bluetoothにも別売のUSBアダプタを利用することで対応している。
DPF-D70
7型クリアフォト液晶を搭載した、エントリーモデル。
Bluetooth、HDMIは搭載されていない。
DPF-X1000
DPF-X800
DPF-D92
DPF-D75/(WZ)/(BQ)
DPF-E73
DPF-A72
DPF-A72N
DPF-A73
DPF-D70
DPF-D72
DPP-F700
プリンター搭載モデル
DPF-D830
DPF-D720(BU)
DPF-D710
DPF-NS70
ソフトバンク通信モジュール搭載モデル
DPF-NS70を参照。